# Slowdive
Slowdive（慢潜）是一支英国摇滚乐队，于1989年在伯克郡的雷丁市组建。该乐队的成员包括尼尔·哈尔斯泰德（Neil Halstead，主唱、吉他、键盘）、蕾切尔·高斯威尔（Rachel Goswell，主唱、吉他、键盘）、克里斯蒂安·萨维尔（Christian Savill，吉他）、尼克·卓别林（Nick Chaplin，贝斯）和西蒙·斯科特（Simon Scott，鼓、吉他、电子乐器），这些成员都参与了乐队早期唱片的录制。哈尔斯泰德是乐队的主要词曲作者。
乐队在发行了几张EP后，相继推出了首张录音室专辑《Just for a Day》（1991年）和后续的《Souvlaki》（1993年），成为20世纪90年代初期英国盯鞋摇滚（shoegaze）界的代表乐队之一。1995年，在发行第三张录音室专辑《Pygmalion》后不久，乐队宣告解散，而在此之前斯科特、萨维尔和卓别林已先行离队。余下的成员则组建了Mojave 3乐队，追求一种更受民谣和乡村音乐影响的风格。
2014年，Slowdive为参加春之声音乐节（Primavera Sound festival）而重组，并于2017年发行了22年来的首张同名录音室专辑。乐队的第五张录音室专辑《Everything Is Alive》于2023年发行，并成为Slowdive首张在比利时、德国、荷兰、新西兰和英国等国进入排行榜前十名的专辑。

## 历史

### 1989–1991年：乐队成立与早期EP
Slowdive于1989年10月由尼尔·哈尔斯泰德和蕾切尔·高斯威尔在英格兰雷丁组建。两人共同担任主唱和吉他手，并且自6岁起就是朋友。他们最初在一个周日青年小组的独立流行乐队“南瓜仙子”（The Pumpkin Fairies）中一起创作音乐，当时的成员还有贝斯手迈克·科特尔（Mike Cottle）和鼓手阿德里安·塞尔（Adrian Sell）。
“南瓜仙子”解散后，Slowdive正式成立，阵容中依然包括鼓手阿德里安·塞尔，以及他的朋友、贝斯手尼克·卓别林。随后，克里斯蒂安·萨维尔加入了乐队，成为第三位吉他手。他此前是“永恒”（Eternal）乐队的成员，也是唯一回应乐队招募广告的人。当时的广告本是想招募一名女性吉他手，但萨维尔非常渴望加入，表示愿意为此穿上裙子,而最终因此被录用。
“Slowdive”这个名字的灵感，一部分来源于卓别林做过的一个梦，另一部分则源于他与高斯威尔的一次谈话。高斯威尔当时提到了她最喜欢的乐队之一“苏西与女妖”（Siouxsie and the Banshees）的一首单曲《Slowdive》。高斯威尔后来表示，在最终决定乐队名字时，她的意见因票数不足而未被采纳。
乐队很快录制了一份demo，并在几个月后与“五点三十”（Five Thirty）乐队进行了一场联合演出。EMI公司A&R部门的主管史蒂夫·沃尔特斯（Steve Walters）观看了这场演出。演出结束后，他找到了萨维尔，并向他索要了一份乐队的试听带。此后不久，Slowdive便与Creation唱片公司签订了录音合约。当时，乐队成员的平均年龄只有19岁 。鼓手塞尔觉得一切发展得太快，在加入乐队约六个月后便决定离开去上大学。
1990年11月，乐队发行了一张同名EP，并获得了音乐评论界的好评。这张名为《Slowdive》的EP实际上就是他们最初的试听带；乐队在对录音室的制作工艺感到失望后，更偏爱那些早期的录音版本。在《新音乐快递》（NME）的一篇热情洋溢的推荐文章中，其工作人员西蒙·威廉姆斯（Simon Williams）写道：“Slowdive扫除了限制创造力的障碍……当他们真正放松下来时，能让极地双子星（Cocteau Twins）听起来都像是“蜜浆乐队”(Mudhoney)。Melody Maker则将这张EP评为本周最佳单曲，而乐队接下来的两张EP也同样获得了这项荣誉。
来自雷丁的另一支乐队“彩色玛丽”的鼓手尼尔·卡特及时加入，并参与了《Morningrise》EP的录制 ，但他在这张EP于1991年2月发行前就已离队。在他离开后，西蒙·斯科特接任了鼓手一职，斯科特此前所在的另类摇滚乐队“夏洛特一家”（The Charlottes）刚刚解散 。
1991年6月，乐队接着发行了《Holding Our Breath》这张EP，它在英国专辑排行榜（UK Albums Chart）上达到了第52位，而其中的单曲《乘着微风》（Catch the Breeze）则登上了英国独立音乐排行榜（UK Indie Chart）的榜首。

### 1991-1992:Just for a Day
到1991年年中，Slowdive已经被英国媒体贴上了“盯鞋”（shoegazing）乐队的标签，并被评价为“自我陶醉”（the scene that celebrates itself）。所谓“盯鞋者”（shoegazer），指的是那些效仿我的血色情人节（My Bloody Valentine）乐队，以粗砺吉他音色和空灵人声为特点的乐队 ；而“场景”则代表了这些志趣相投的团体及其社交行为——“盯鞋者”们通常会出没于彼此的演出现场。
1991年整个夏天，Slowdive都在与其他盯鞋乐队一起巡演。但随着英伦摇滚（Britpop）和垃圾摇滚（grunge）运动的兴起，英国音乐媒体对盯鞋音乐的态度变得愈发嘲讽。
在哈尔斯泰德说服Creation唱片公司的老板艾伦·麦吉（Alan McGee），让他相信乐队已有足够多的歌曲来制作一张完整专辑后，他们首张专辑的便很快开始制作了——但事实并非如此。乐队成员们只得在录音室里匆忙创作歌曲。在此期间，他们进行了声音实验，也尝试吸食大麻。哈尔斯泰德从音乐的抽象特质中汲取歌词灵感。他回忆道：“我们进录音室待了六个星期，刚开始一点进展都没有，结果快要结束时我们做出了一整张专辑。”
他们的首张专辑《Just for a Day》于1991年9月发行，并进入了英国独立音乐排行榜的前十名。虽然《新音乐快递》（NME）对这张唱片给予了正面评价，但随着一股抵制盯鞋音乐的风潮开始兴起，大多数媒体普遍不喜欢这张专辑。正如作家彼得·巴克利（Peter Buckley）所言，这张专辑被“斥为沉闷且缺乏创意”。《Melody Maker》的作者保罗·莱斯特（Paul Lester）则猛烈抨击这张处女作，称其“a major fucking letdown”。在“我的血色情人节”乐队于1991年11月发行了专辑《Loveless》之后，评论界重新看待了盯鞋音乐，而这股抵制风潮也随之愈演愈烈。
1991年秋季，乐队在英国进行了一轮巡演。随后，他们首次到达美国，并与另类摇滚乐队“模糊”（Blur）一同巡演。1992年2月，他们又进行了一次欧洲巡演。
Slowdive的美国厂牌SBK唱片公司原计划在年初发行《Just for a Day》，但决定先发起一场病毒式营销活动。在纽约，乐队的名字被用模板喷涂在了MTV电视台和广播电台的外面。当Slowdive在曼哈顿演出时，甚至有乐迷将乐队名字喷在了自己的头上。然而，这场营销活动因为一座为庆祝废除奴隶制而揭幕的雕像上也被喷上了“Slowdive”的字样而引起了一些争议。最终，SBK唱片公司被迫将专辑的发行日期推迟了三个月，导致病毒式营销的效果被削弱。

### 1992–1994: Souvlaki
1992年初，乐队为宣传早期EP的再版专辑《Blue Day》而进行巡演，在此期间，他们开始为下一张专辑创作歌曲。但是媒体对Slowdive的负面报道影响了他们的创作。鼓手西蒙·斯科特在2009年的一次采访中说：“负评确实影响了我们，因为我们当时都还年轻。我们无法理解，为什么人们会对我们的音乐如此愤怒，以至于要告诉《NME》或其他媒体，说他们想让我们去死！” 。
导致乐队开始对自己的创作感到不自信和对外界评价的极度敏感，他们录制并反复修改了大概40首歌曲。当艾伦·麦吉听了这些新作品后，他直接否定了这一切，说：“这全是垃圾。” 于是，乐队放弃了之前的录音，一切从头再来。
在2009年的一次采访中，哈尔斯泰德回忆了这一事件：“我记得我们去巴斯的一间录音室开始录制唱片。Spiritualized乐队刚走，在录音大厅里留下了一套巨大的轨道赛车（Scalextric）。我当时心想，真是奢侈放纵到极点了！讽刺的是，我们刚把自己录的所有东西都扔进了垃圾桶……我们不得不在牛津郡重新开始录制。早知道这样，我们还不如玩一个月的轨道赛车呢。”
乐队回到英国后，给Ambient visionary的 布莱恩·伊诺（Brian Eno）写了一封信，请求他来制作乐队的第二张录音室专辑。伊诺回复说，他很喜欢乐队的音乐，但他想做的是“合作”，而不是“制作”。哈尔斯泰德后来将这次录音过程称为“他一生中最离奇的迷幻体验之一”。
“他走进录音室做的第一件事，就是把墙上的钟扯下来，然后放到调音台旁边，”哈尔斯泰德回忆道，“接着他说：‘好了，你来弹吉他，我来录。我不管你弹什么，随便弹点东西就行。’”
这次合作最终诞生了两首歌曲并收录在了后来的专辑中：一首是与伊诺共同创作的《Sing》，另一首是伊诺负责演奏键盘的《Here She Comes》。
Creation唱片公司希望Slowdive能制作一张听起来更商业化的专辑。哈尔斯泰德对此表示同意：“我们是想做一张‘流行’唱片，但录制过程要花不少时间。”
1992年夏天，哈尔斯泰德一度突然离开，跑到威尔士的一间小屋里隐居。萨维尔、卓别林和斯科特被留在了滨海韦斯顿的一间录音室里。在等待哈尔斯泰德归来期间，他们录了一些“玩笑歌曲”（joke songs）。艾伦·麦吉听了这些歌，但并不满意；而就在此时，哈尔斯泰德带着包括《Dagger》和《40 Days》在内的新作品回来了。
乐队将他们的第二张录音室专辑命名为《Souvlaki》，这个名字来源于美国恶作剧电话喜剧二人组“The Jerky Boys”表演的一段小品。
《Souvlaki》于1993年5月与EP《Outside Your Room》一同发行。此时，Suede乐队广受欢迎的首张专辑已问世数月，英伦摇滚运动也已拉开序幕。与前一张专辑的遭遇类似，这张专辑收到的评论界反应也普遍是负面的。
《NME》的编辑约翰·穆尔维（John Mulvey）给出评价：“尽管他指出乐队的声音听起来既过时又‘无法令人满足’，但他确实也称其为一件‘堪称典范的作品’”。为《Melody Maker》撰稿的戴夫·辛普森（Dave Simpson）则宣称：“这张唱片就像没有灵魂的空洞……我宁愿在泡满麦片粥的浴缸里被淹死，也不想再听它一遍。”。
让事情变得更糟的是，Slowdive原已预定与同为盯鞋乐队的Catherine Wheel在美国进行巡演，结果却发现SBK公司已将专辑在美国的发行日期推迟了八个月。无奈之下，乐队录制了一张名为《5 EP》的EP，并与梦幻流行乐队Cranes在欧洲进行了一次小规模巡演。鼓手西蒙·斯科特因不满专辑发行的一再延迟，于1994年退出了乐队。
1994年初，一场推广《Souvlaki》的营销活动在美国展开。AllMusic的编辑安迪·凯尔曼（Andy Kellman）评论，称这场活动“无疑将作为史上最懒惰的营销之一而被载入业界史册”。具体做法是：SBK公司向乐迷寄送发行传单，并告知他们，只要复印并在镇上张贴50张传单，就能免费获得一张《Souvlaki》专辑。参与的乐迷还必须用照片记录下自己的进展，以证明他们完成了这项任务。
在《Souvlaki》美国巡演进行到一半时，SBK公司撤走了资金支持，让Slowdive自己支付余下的费用。1994年，乐队通过出售一盘现场录音带和一份嘲讽该唱片公司的巡演手册，自筹资金在美国完成了两次小规模巡演。

### 1994–1995: Pygmalion
伊恩·麦卡琴（Ian McCutcheon）接替西蒙·斯科特担任了鼓手。在录制第三张也是当时最后一张录音室专辑《Pygmalion》时，哈尔斯泰德已将Slowdive的音乐风格带离了早期作品中梦幻般的吉他声响和温暖而庄重的基调，转向了一种全新的、更为极端的极简主义，其风格类似于Seefeel、A.R. Kane和Labradford这类具有浓厚氛围音乐色彩的乐队。
在《Pygmalion》发行一周后，Slowdive便被Creation唱片公司解约（不久之后，Swervedriver乐队也遭遇了同样的命运）。

### 1995-2014 解散后
在被Creation解约后不久，哈尔斯泰德、高斯威尔和麦卡琴录制了一张受乡村音乐影响的专辑，并签约了4AD唱片公司。为了体现新的音乐方向，他们将乐队名改为“Mojave 3”。该乐队目前处于休团状态。
鼓手西蒙·斯科特则组建了Televise乐队，他延续了氛围盯鞋的声音，并将其推向了类似于Fennesz的电子音乐领域。1999年，他加入了Lowgold乐队。之后，斯科特开始以个人名义在12k、Miasmah、Sonic Pieces和Kompakt等厂牌发行唱片，并与签约了Ghostly International厂牌的西雅图乐队The Sight Below进行共同创作和演出。
萨维尔则组建了“怪物电影”（Monster Movie）乐队，这是一支梦幻流行乐队，在很大程度上保留了Slowdive早期的风格。迄今为止，他们已经发行了四张录音室专辑和一张EP。值得一提的是，在加入Slowdive之前，萨维尔曾是一支名为“永恒”（Eternal）的乐队的成员，而“怪物电影”的成员肖恩·休森（Sean Hewson）当时也在那支乐队里。
哈尔斯泰德和高斯威尔两人也都在4AD厂牌发行过个人录音室专辑。此外，哈尔斯泰德于2013年组建了名为“黑心兄弟”（Black Hearted Brother）的乐队。高斯威尔则在2015年加入了超级乐团“微小胜利”（Minor Victories）。
哈尔斯泰德还曾参与过一个名为“苏黎世”（Zurich）的乐队，乐队成员分别来自Seefeel乐队和Knives ov Resistance乐队；这个三人组合唯一的录音室专辑发行于2009年。

### 2014-至今：重组与新专辑
2014年1月，Slowdive的推特账号和官方网站上线。随后，乐队正式宣布重组，并将参加在巴塞罗那和波尔图举办的2014年普林玛维拉音乐节（Primavera Sound festival）。
乐队紧接着公布了一轮包含20个日期的夏季世界巡演，其中包括在爱尔兰莱伊什郡斯特拉德巴利举办的Electric Picnic音乐节、洛杉矶的FYF音乐节、德克萨斯州沃斯堡的Fortress音乐节、莱比锡的Wave-Gotik-Treffen音乐节、丹麦的罗斯基勒音乐节（Roskilde Festival）、意大利的Radar音乐节以及在波兰卡托维兹举办的Off Festival。此外，乐队还宣布将于同年10月和11月进行另一轮包含20个日期的北美巡演。
前鼓手西蒙·斯科特回归乐队参与了此次重组。而乐队解散前的最后一任鼓手、后来也加入了Mojave 3的伊恩·麦卡琴则没有回归。
2017年1月，Slowdive通过Dead Oceans厂牌发行了单曲《Star Roving》 ，这是他们22年来的首支单曲。同年5月，乐队的第四张同名录音室专辑《Slowdive》正式发行，在此之前，他们还发行了另一支单曲《Sugar for the Pill》。

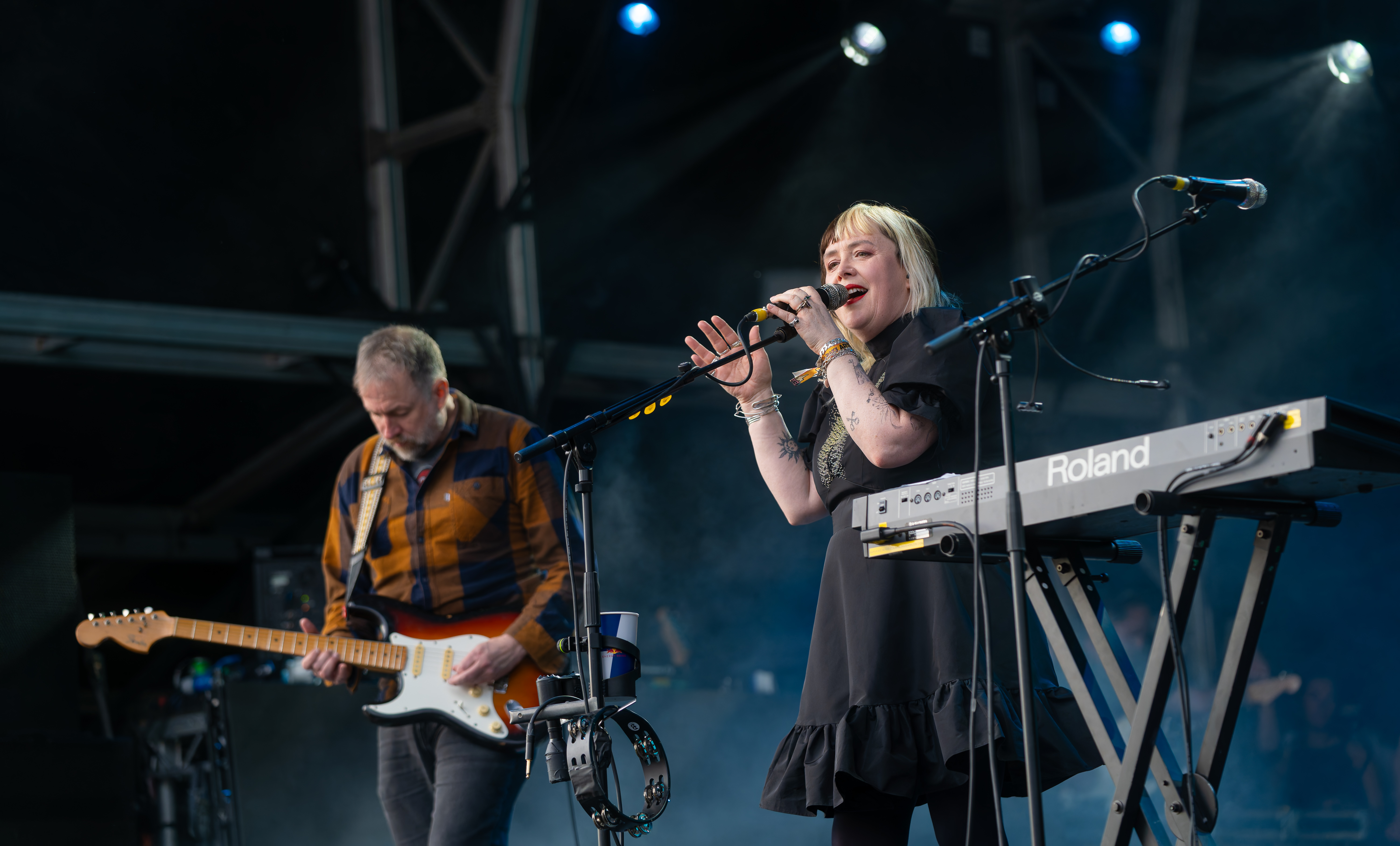
2024年5月，Slowdive在Wide Awake音乐节上表演

2020年9月，Slowdive宣布他们已开始着手制作第五张录音室专辑。2023年4月，乐队在一档播客节目中确认他们已经完成了新专辑的录制。
2023年6月20日，专辑的主打单曲《Kisses》正式发行。同月晚些时候，乐队首次登上了格拉斯顿伯里音乐节（Glastonbury Festival）的舞台 。专辑的第二首单曲《Skin in the Game》于7月18日发行，随后《The Slab》和《Alife》两首单曲也在8月相继推出。
2023年9月1日，专辑《Everything Is Alive》正式发行。这张专辑成为了乐队首张在多国排行榜中进入前十名的专辑，在比利时、德国、荷兰、新西兰和英国均取得了这一成绩。

## 风格以及影响
音乐记者西蒙·雷诺兹（Simon Reynolds）曾经评论：“哈尔斯泰德受平克·弗洛伊德（Pink Floyd）的影响要大于性手枪（Sex Pistols）。Slowdive在音乐风格形成时期，更多地被像治疗乐队（The Cure）和苏西与女妖（Siouxsie and the Banshees）这样的后朋克乐队影响，他们那种艺术化的手法，相比起朋克纯粹的愤怒表达，更接近于70年代的前卫摇滚。”
哈尔斯泰德曾表示，Slowdive想要“创造出一种宏大、优美且近乎永恒的东西”。他和高斯威尔提到的其他影响还包括大卫·鲍伊（David Bowie）、飞鸟乐队（The Byrds）、滚石乐队（The Rolling Stones）、极地双子星（Cocteau Twins）、我的血色情人节（My Bloody Valentine）以及耶稣与玛丽链（The Jesus and Mary Chain）的首张录音室专辑《Psychocandy》（1985年） 。贝斯手尼克·卓别林最喜欢的乐队是治疗乐队，这一点也在Slowdive的音乐中有所体现。
他们的音乐风格被描述为盯鞋（shoegaze）、梦幻流行（dream pop）和氛围音乐（ambient）。

## 乐队成员
现任成员
- 尼尔·哈尔斯泰德（Neil Halstead） – 主唱、吉他、键盘（1989–1995年，2014年至今）
- 蕾切尔·高斯威尔（Rachel Goswell） – 主唱、吉他、键盘、手摇鼓（1989–1995年，2014年至今）
- 尼克·卓别林（Nick Chaplin） – 贝斯（1989–1995年，2014年至今）
- 克里斯蒂安·萨维尔（Christian Savill） – 吉他（1989–1995年，2014年至今）
- 西蒙·斯科特（Simon Scott） – 鼓、打击乐（1991–1994年，2014年至今）；吉他、电子乐器（2014年至今）

前任成员
- 阿德里安·塞尔（Adrian Sell） – 鼓、打击乐（1989–1990年）
- 尼尔·卡特（Neil Carter） – 鼓、打击乐（1990–1991年）
- 伊恩·麦卡琴（Ian McCutcheon） – 鼓、打击乐（1994–1995年）

## 专辑列表
录音室专辑